# Raspeball

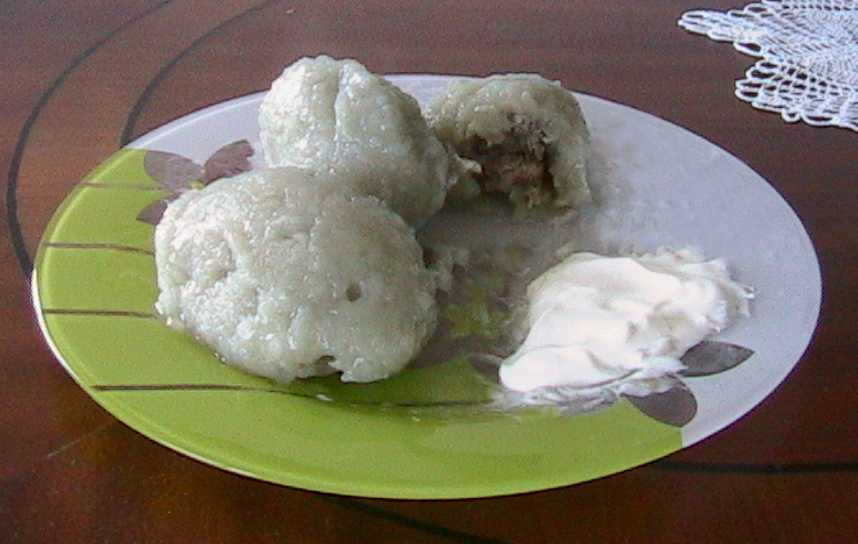
Cepelinai lituanien.

Le raspeball, appelé aussi dans certaines régions komle, kumle ou kumpe, est un mets traditionnel norvégien. Ce sont des boulettes formées d'une pâte de pommes de terre râpées et de divers types de farines, avec du sel, farcies dans certaines variantes de morceaux de veau ou de porc salé, et pochées dans l'eau bouillante. Elles sont souvent servies avec du bacon, des saucisses, du beurre fondu ou de la purée de rutabagas, et, dans certaines régions du pays, avec de la crème sure, du sucre ou du sirop.
Ce mets traditionnel connait de légères variations et porte de nombreux noms différents (tels que kumle, klubb et kumpe) selon la région de Norvège dont provient la recette. Ces recettes sont très proches du cepelinai lituanien, de la poutine râpée acadienne et des boulettes de pomme de terre connues sous le nom de Klöße en Autriche et en Allemagne.